# Soera De Spin
Soera De Spin is soera 29 van de Koran.
De soera is vernoemd naar de bescherming van hen die niet in God geloven; die bescherming is als het huis van een spin, een broos web. Ook komt Nuh en zijn ark van Nuh in deze soera voor. Daarnaast wordt gesproken over Musa, Ibrahim en Shu'aib en wordt er ingegaan op de gruweldaden van het volk van Lut. De soera zegt verder dat moslims, joden en christenen in een en dezelfde God geloven (aya 46).

## Bijzonderheden
Ayat 1 t/m 11 zouden zijn geopenbaard in Medina.